# Василије Буха
Василије Буха (Мостар, 13. април 1913 — Београд, 7. септембар 1944), револуционар и учесник Народноослободилачке борбе.

## Биографија
Рођен је 13. априла 1913. године у Мостару. Отац му се звао Никола, а мајка Драгица. Радио је као банкарски чиновник.
Члан илегалне Комунистичке партије Југославије (КПЈ) постао је 1936. године. Од септембра 1938. године је живео у Београду. Исте године је постао секретар Управе банкарских, осигуравајућих и трговачких чиновника. У чланство Месног комитета КПЈ за Београд пизабран је 1939, а ускоро је био кооптиран у чланство Покрајински комитет КПЈ за Србију.
Као члан Покрајинског комитет КПЈ за Србију, учествовао је на Покрајинском саветовању активиста КПЈ у Београду 29. марта 1941. године. После састанка ПК КПЈ за Србију, 23. јуна 1941, на којем је донесена одлука о припремама за оружану борбу у Србији, отишао је у Ниш и обављао дужност инструктора ПК КПЈ за јужну Србију. Половином 1942, постао је члан Бироа Покрајинског комитета, а потом и секретар Покрајинског повереништва КПЈ за јужну Србију. Касније је био пребачен на рад у окупирани Београд.
Ухапшен је 5. октобра 1943. године, када је упао у полицијску заседу у стану у коме је била ухапшена и Вера Милетић. Приликом истраге у Специјалној полицији, заједно са Вером Милетић је открио многе чланове и сараднике Месног комитета КПЈ за Београд, који су потом били ухапшени.
Стрељан је 7. септембра 1944. године на Јеврејском гробљу у Београду.